# Gott (Christentum)

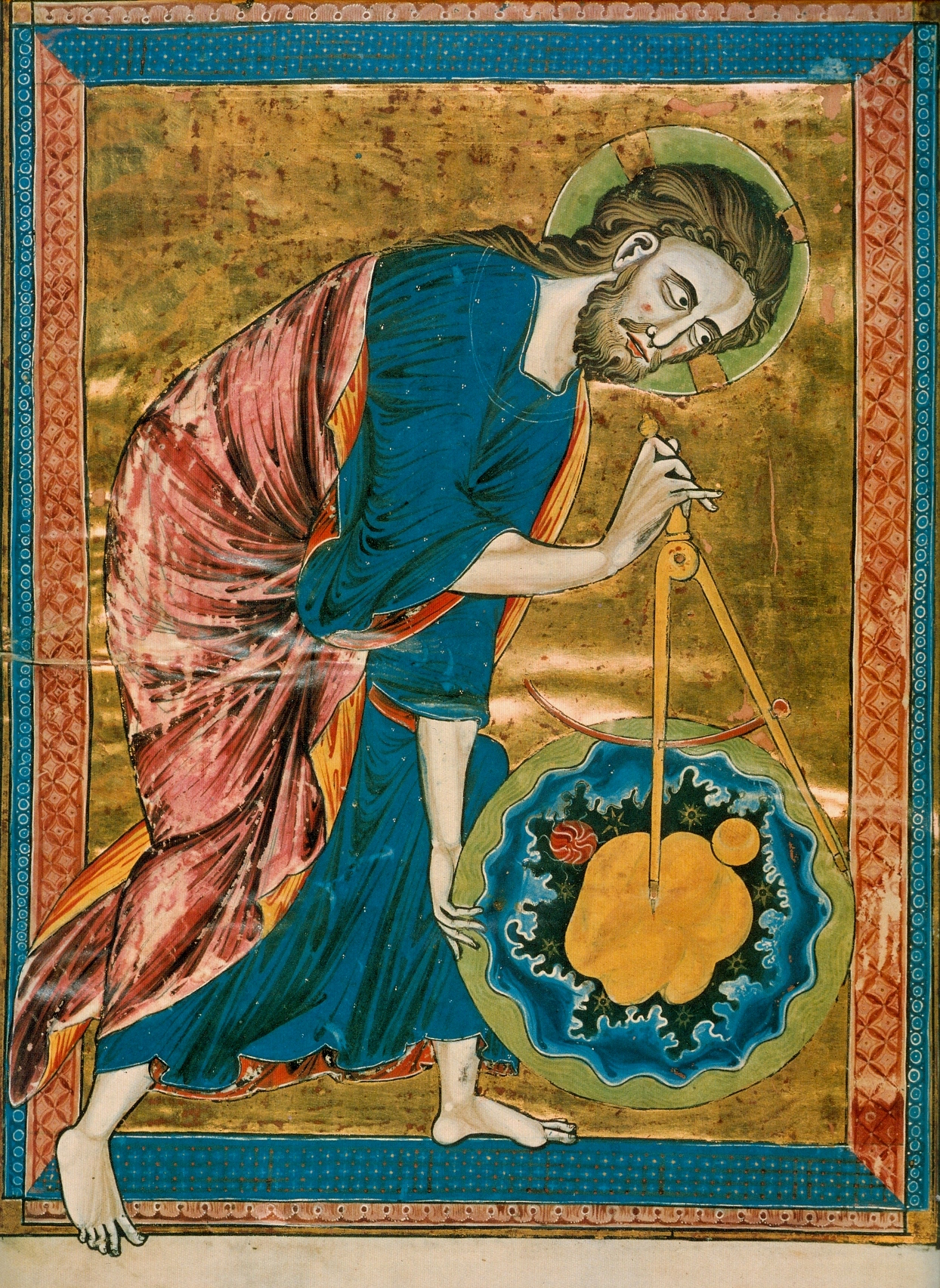
Darstellung Christi als Geometer. Miniatur aus einer französischen Bible moralisée, 13. Jahrhundert

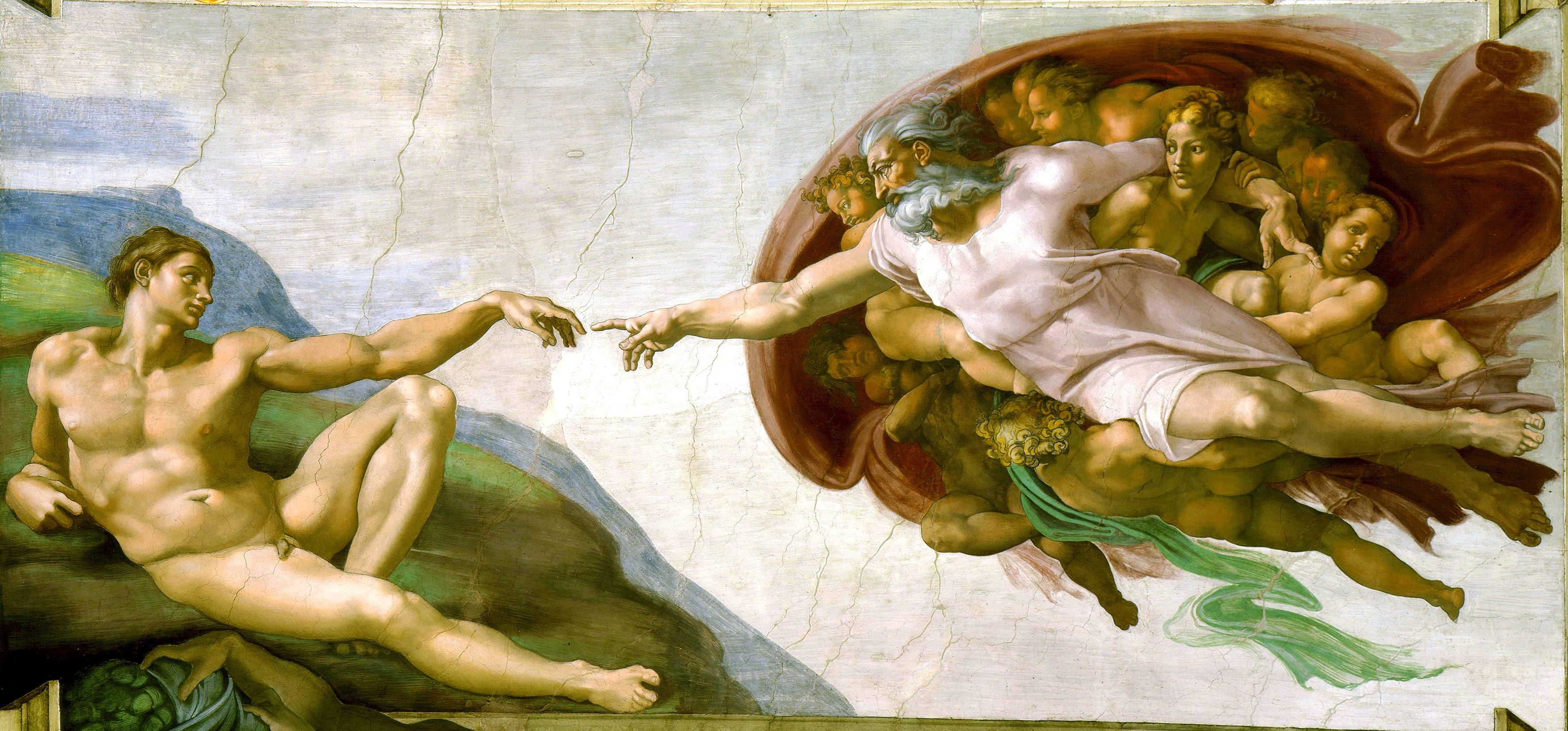
Die Erschaffung Adams von Michelangelo. Dargestellt wird, wie Gottvater mit ausgestrecktem Zeigefinger Adam zum Leben erweckt

Gott (altgriechisch θεός theós, neugriechisch als Eigenname Θεός Theós, lateinisch deus) ist nach der Lehre des Christentums und der christlichen Philosophie das höchste Wesen, welches als einziger transzendenter Gott (siehe Monotheismus) sämtliche Macht innehat. Von der Mehrheit des Christentums und seiner Kirchen wird Gott als dreieiniger Gott, aus drei Personen, Gottvater, dem Sohn (Jesus Christus) und Heiligem Geist beschrieben, die aber nicht drei Götter, sondern drei Erscheinungsweisen des einen Gottes seien.
Die christlichen Vorstellungen dieses Gottes erfuhren im Laufe der Zeit mehrere Änderungen. Das Christentum ging aus dem hellenistischen Judentum hervor und wurde sowohl von den jüdischen Gottesvorstellungen, mehr noch von der griechischen Philosophie beeinflusst. Im frühen Christentum hatte sich noch kein weithin akzeptierter Satz von christlichen Dogmen etabliert, sodass mehrere große christliche Glaubensrichtungen und Kirchen mit sehr unterschiedlichen Gottesvorstellungen koexistierten. Am Ersten Konzil von Nicäa und an weiteren ökumenischen Konzilen wurde ein minimales christliches Gotteskonzept etabliert, das sich seitdem in der Trinitätslehre der großen Konfessionen widerspiegelt. Dieses Glaubensbekenntnis beschreibt den einen Gott in Form der heiligen, göttlichen Dreieinigkeit aus den drei göttlichen Personen Gott dem Vater, Gott dem Sohn und dem Heiligen Geist. Gemäß diesem Glaubensbekenntnis wurde Jesus Christus von der menschlichen Gottesmutter Maria geboren, war sowohl Mensch als auch Gott und wurde unter römischer Justiz als Krimineller durch Kreuzigung hingerichtet. Nichttrinitarische Christen wie die Unitarier, Zeugen Jehovas, Mormonen oder Christian Scientists lehnen die Dreifaltigkeitslehre ab.

## Frühes Christentum
Paulus glaubte Jesus Christus in seiner neutestamentlichen Theologie als göttlichen Erlöser der Menschheit und Sohn Gottes. Er entwickelte aber noch keine detaillierte Theologie der speziellen Beziehung zwischen Gott und Jesus Christus und erwähnt noch keine göttliche Dreifaltigkeit. Seine Anhänger waren vornehmlich Römer und hellenistische Griechen. Erst im Taufbefehl (Mt 28,19 ) werden Vater, Sohn und Geist gemeinsam genannt.
In der frühchristlichen, heidenchristlichen Phase kann zwischen zwei großen Gruppen unterschieden werden. Auf der einen Seite gab es vom Hellenismus beeinflusste Denker, die ein mehr griechisch-philosophisches Verständnis des im Neuen Testament verkündeten Gott hatten und die menschliche Vernunft zu dessen Verständnis als ausreichend befanden. Auf der anderen Seite gab es jene Gläubige, die sich zumindest teilweise auf einige umgedeutete jüdische, und später christliche, Offenbarungen stützten.

### Gnosis
Die Gnostiker waren die ersten christlichen Theologen nach Philon von Alexandria, die die Ideen des Mittelplatonismus aufgriffen.
Gnostiker glaubten, dass es am Anfang einen perfekten Gott gab. Im Apokryphon des Johannes ist beschrieben, wie Sophia ein imperfektes und missgestaltetes göttliches Wesen namens Jaldabaoth hervorbrachte, den Gott der Juden.
Der Gnostizismus tendierte dazu, Gott völlige Transzendenz und Unergründlichkeit zuzusprechen; im Apokryphon des Johannes beispielsweise finden sich eindeutige Aussagen zur Transzendenz. Gott sei mehr als nur ein „Gott“, sondern eine Monade, perfekt, unendlich, unergründlich, unsichtbar, ewig, unnennbar, und ohne definierbare Attribute. Basilides ging laut Hippolyt von Rom in der Betonung der negativen Eigenschaften so weit, zu behaupten, dass der nichtexistente Gott das nichtexistente Universum aus dem Nichts erschuf.
Der valentinische Gelehrte Ptolemäus behauptete in seinem Brief an Flora, das Alte Testament sei völlig falsch, da es einen unvollkommenen Gott beschreibe. Es müsse daher weder vom wahren, perfekten Gott, noch vom Teufel, sondern von einem dazwischen liegenden Gott, dem Demiurg und Schöpfer der Welt, inspiriert worden sein.

### Proto-Orthodoxie
In ihren Schriften beschreiben proto-orthodoxe Kirchenväter wie Tatian, Athenagoras und Theophilus Gott als transzendent und ewig, frei von zeitlichen oder räumlichen Grenzen, und mit höchster übernatürlicher Macht und Ehre ausgestattet.
Der erste bedeutende christliche Apologet, Justin der Märtyrer, beschrieb in seinen Schriften eine transzendente Gottesvorstellung, die teilweise vom Mittelplatonismus beeinflusst war. Gott sei der ewige, unbewegliche, unveränderliche Grund und Herrscher des Universums, namenlos und unbeschreiblich, unerschaffen, weit weg im Himmel weilend und seine Geschöpfe beobachtend, jedoch unfähig, mit ihnen Kontakt aufzunehmen. Tatian und Athenagoras beschrieben ähnliche Vorstellungen. Athenagoras fasste zusammen, Gott sei „unerschaffen, ewig, unsichtbar, unergründlich, unbegreiflich und unendlich“, und alleine durch den Verstand zugänglich.
Theophilus betonte die Transzendenz Gottes und wies darauf hin, dass alle anderen Bezeichnungen sich auf seine Attribute und Handlungen beziehen, nicht aber auf sein Wesen selbst. Ähnliches wurde auch von Albinus und dem Corpus Hermeticum behauptet.
Eine noch höhere Lehre von Gott vertrat Clemens von Alexandria. Für ihn war Gott körperlos, formlos, und ohne Attribute. Er stehe über Raum und Zeit, Tugend und Güte, und sogar noch über der Monade. Die menschliche Vorstellung könne Gott nicht begreifen; der beste Weg, eine Vorstellung von ihm zu erhalten, sei über den negativen Prozess kat’ aphairesin. Alle diese Aussagen weisen Parallelen zu Philo auf, dessen Werk Clemens kannte, sowie zu den Gnostikern und Mittelplatonikern. Im Gegensatz zu Plotins „Einem“ betrachtete Clemens Gott allerdings als Wesen mit geistigen Fähigkeiten, während Plotins Eines die Urquelle der geistigen Fähigkeiten ist.
Christliche Denker entdeckten bald die sich aus der Unergründlichkeit Gottes ergebenden Folgen. Origenes wies deutlich auf den Widerspruch zwischen der immer negativeren Theologie und der positiven Sprache der heiligen Schrift hin und kam zum Schluss, dass alle Stellen, die Gott mit anthropomorphen Zügen beschrieben – etwa sein Leiden, seine Angst oder seinen Zorn – allegorisch interpretiert werden müssten. Origenes beginnt seine Schrift De principiis mit einer Kritik derer, die glauben, Gott besitze einen Körper. Gott sei unbegreiflich und es sei unmöglich, sich Vorstellungen über ihn zu machen. Er sei eine unsichtbare Intelligenz, die keinen Raum benötigt, genauso wie auch die menschliche Intelligenz keinen Raum benötige. In seinem späteren Matthäuskommentar änderte Origenes seine Einschätzung. Er schrieb darin vom göttlichen Logos, das litt und die Menschen liebte. In diesem Sinne sei Gott in der Lage, menschliche Regungen zu empfinden, wenn er sich mit menschlichen Angelegenheiten befasse. Obwohl Origen in einer späten Schrift die Unergründlichkeit Gottes wieder verwarf, bestimmte seine Lehre die christliche Theologie bis in das 20. Jahrhundert.

### Dreifaltigkeitslehre
Athenagoras war der erste christliche Autor, der sich mit dem Problem der Dreifaltigkeitslehre gesondert auseinandersetzte. Er verteidigte die Lehre von der Einheit Gottes. Der Sohn Gottes sei „das Logos des Vaters in idealer Form (idea) und Kraft (energeia)“, und der heilige Geist sei eine Emanation Gottes. Das erste erhaltene Buch zur Trinität wurde von Novatian verfasst.
Durch kaiserlichen Erlass wurde das im Ersten Konzil von Nicäa im Jahr 325 festgelegte Glaubensbekenntnis verbindlich. Der im Bekenntnis von Nicäa verwendete griechische Ausdruck homoousios („von gleicher Substanz“) charakterisierte die Beziehung von Christus und Gottvater in einer Art und Weise, die einerseits die Göttlichkeit Jesu Christi herausstellte, andererseits aber die Einheit Gottes bewahren sollte. Der Heilige Geist wurde ebenfalls flüchtig erwähnt, um den in Schriften erwähnten Glauben zu berücksichtigen, dass er eine vom Vater und Sohn getrennte göttliche Entität darstellt.
Im Ersten Konzil von Konstantinopel (381) wurde der Glaube an die Dreifaltigkeit offiziell bestätigt. Die Dreifaltigkeitslehre wurde im zwischen 381 und 428 verfassten Athanasischen Glaubensbekenntnis nochmals bekräftigt. Das Konzil von Chalcedon im Jahr 451 legte fest, dass Jesus gleichzeitig Gott und Mensch war. Zwischen der Vorstellung, dass es drei verschiedene Götter gibt (Tritheismus) und dass es drei verschiedene Aspekte eines einzigen Gottes gibt (Modalismus), etablierte sich ein Mittelweg als Kompromiss.

### Weitere patristische Ansichten
Basilius der Große unterschied einerseits zwischen dem Wesen und der Substanz Gottes, die völlig unzugänglich seien, und andererseits den göttlichen Kräften. Diese Kräfte seien es, mit denen Gott in die Welt eingreift, und sie stünden besonders mit dem Heiligen Geist in Verbindung.
Die Schriften des Pseudo-Dionysos hatten viel mit dem Neuplatonismus Plotins gemein. In den Ostkirchen war ihr Einfluss bedeutend und ihre Orthodoxie unbestritten. Die Schriften des Pseudo-Dionysos betonen die völlige Unbegreiflichkeit des göttlichen Wesens und hoben die göttlichen Kräfte hervor. Sowohl positive als auch negative Theologie sei notwendig: die positive, um in der Welt Symbole für Gott zu finden, und die negative, um zu zeigen, dass es keine Bezeichnung für Gottes Wesen gebe.
Augustinus von Hippo betrachtete Gott als allwissend, allmächtig, allgegenwärtig, moralisch erhaben, und als Schöpfer ex nihilo des Universums. Trotz aller dieser Eigenschaften sei Gott einfach. Die christliche Lehre von Gottes Unveränderlichkeit versuchte Augustinus durch eine Interpretation des Zeitbegriffs mit der Schöpfung der Welt in Einklang zu bringen.

## Mittelalter und Renaissance
Im achten Jahrhundert verfasste Johannes von Damaskus mit der dreiteiligen Quelle der Erkenntnis eine umfassende Darstellung der damaligen kirchlichen Dogmatik. Der erste Teil (Dialektik) behandelt die nichtchristliche antike Philosophie; der zweite (De Haeresibus) beschreibt 100 Häresien; der dritte Teil, die Ekdosis (Genaue Darlegung des rechten Glaubens) ordnet die Glaubensinhalte der kirchlichen Lehre in der Reihenfolge des Glaubensbekenntnisses. Die östliche Spiritualität wurde am deutlichsten im 14. Jahrhundert von Gregorios Palamas ausgedrückt, für den das Wesen und die Energie zwei Aspekte der gleichen göttlichen Existenz waren.
In der Scholastik war es insbesondere Thomas von Aquin, der im Rahmen der natürlichen Theologie Argumente darlegte, dass der Glaube nicht vernunftwidrig ist. Er beschrieb zunehmend höhere Formen materieloser Form, an deren Spitze Gott als reine Form ohne Materie stand, perfekt und somit unveränderlich. Für Thomas war der göttliche Wille der göttlichen Weisheit untergeordnet. Diese Vorstellung von einem Gott, dessen allmächtiger Wille das Richtige und Gute bezweckt, geht auf die Kirchenväter zurück.
Nikolaus von Kues beschrieb seine Gottesvorstellungen teilweise mit mathematischen Analogien und bezeichnete den Begriff Coincidentia oppositorum (Zusammenfall der Gegensätze) als Kernelement seiner Betrachtungsweise. Damit brachte er zum Ausdruck, dass die Beziehung von Gott zu den Dingen der Welt mit einer unendlichen Geraden verglichen werden kann, die alle endlichen geometrischen Objekte wie Strecken, Dreiecke und Kreise enthält und hervorbringt. In ähnlicher Weise, so Cusanus, geht Gott über alles Endliche und Gegensätzliche hinaus. Gleichzeitig sei Gott das Unverständliche. Dieser Begriff sollte verdeutlichen, dass es trotz aller mathematischen Analogien nicht möglich sei, Gottes Wesen durch Vernunft zu ergründen. Gott sei gleichzeitig das absolute Maximum und das absolute Minimum. Daneben nannte er Gott das Nicht-Andere und das Sein-Können von allem. Zwar sei Gottes Wesen der Vernunft unzugänglich, doch könne es durch Vergleiche beschrieben werden.

## Reformation, lutherische Orthodoxie und Neuprotestantismus
Martin Luther betont von der Bibel her wieder – mehr als die Gotteslehre des Altertums (Dionysius Areopagita) und Mittelalters (Thomas von Aquin) – die Geschichtlichkeit Gottes. Gott ist für ihn weniger der für sich seiende als der handelnde, der in Zorn und Gnade handelnde Gott. Gott ist der im Zorn „verborgene Gott“ (= deus absconditus) und der in der Gnade „offenbare Gott“ (= deus revelatus). Dabei gilt der Zorn nicht als Wesenseigenschaft Gottes, er gehört nicht zum Wesen Gottes, sondern er ist lediglich der Entzug seines Wesens, das einzig Liebe ist. Gott ist ein „glühender Backofen voller Liebe“.
Die lutherische Reformation rezipiert die altkirchliche Trinitätslehre. Artikel 1 der Confessio Augustana bekennt sich zur Lehre von dem einen göttlichen Wesen (una essentia divina) und den drei Personen (tres personae). Der in der Reformationszeit entstandene Unitarismus konstituiert sich dagegen in der Ablehnung der Trinitätslehre, die er als unbiblisch verwirft, wie dies im Rakauer Katechismus zum Ausdruck kommt.
Die lutherische Orthodoxie betont, dass Gott eine einzige substantia eignet in drei personae. Wesens- und Offenbarungstrinität werden durch die Lehre von den Werken nach innen und außen abgegrenzt. Es gibt folgende Werke nach innen und nach außen:
- opera ad intra (opera ad intra sunt divisa = verteilt auf die einzelnen Personen)
  - generatio (Zeugung = Werk nach innen des Vaters am Sohn)
  - spiratio (Hauchung = Werk nach innen des Vaters und des Sohnes am Geist)
- opera ad extra (opera ad extra sunt indivisa = unverteilt, allen drei Personen zukommend)
  - creatio (Schöpfung = Werk nach außen des Vaters)
  - redemptio (Erlösung = Werk nach außen des Sohnes)
  - sanctificatio (Heiligung = Werk nach außen des Geistes)[13]

Im Neuprotestantismus wurde die Trinitätslehre ganz aufgegeben (Wegscheider) oder nicht selten nur auf die ökonomische bzw. Offenbarungstrinität beschränkt (Schleiermacher).

## Neuzeit
Trotz Humes Skeptizismus war in der englischsprachigen Welt William Paleys Argument des kosmischen Uhrmachers für viele Gläubige überzeugend, sodass Darwins Evolutionstheorie die Kirchen vor Probleme stellte. Um die Evolution mit dem Theismus zu vereinbaren, entwickelten Theologen die Theistische Evolution, in der Gott die Entwicklung des Lebens steuert. Grundsätzlich werden die Erkenntnisse der Evolutionsbiologie in Kontinentaleuropa aber im 21. Jahrhundert von beiden großen Kirchen (weitestgehend) anerkannt bzw. nicht mehr offen infrage gestellt und nicht als zu der biblischen Botschaft im Widerspruch stehend betrachtet. Die biblische Schöpfungserzählung wird dabei v. a. als eine Geschichte über die Beziehung Gottes zu den Menschen betrachtet und weniger als ein naturwissenschaftlich-historischer Tatsachenbericht; als theologisch entscheidend gilt, dass Gott die Welt und v. a. den Menschen geschaffen und sich ihm im Zuge dessen liebevoll zugewandt hat, nicht wie, wo und wann dies geschah bzw. ob es historisch haargenau so abgelaufen ist, wie in der Genesis beschrieben. Das Wirken Gottes bzw. die Welt als Ganzes bleibt für die menschliche Vernunft in ihrer natürlichen Begrenztheit aus christlicher Sicht ohnehin bis zu einem gewissen Grad immer ein Mysterium, das sich nicht bzw. niemals vollständig in Worten oder logischen Begriffen (er-)fassen lässt. Mit dem Aufkommen der historisch-kritischen Bibelwissenschaft sowie der durch Rudolf Bultmann angestoßenen Entmythologisierung der Heiligen Schrift hat sich die (kontinentaleuropäische bzw. deutschsprachige) Theologie ohnehin (weitestgehend) vom biblischen Literalismus bzw. vom Gedanken der Verbalinspiration verabschiedet. So hat die historisch-kritische Bibelwissenschaft herausgearbeitet, dass im biblischen Schöpfungsbericht (vermutlich) zwei ursprünglich getrennte bzw. unabhängig voneinander entstandene Texte redaktionell zusammengeführt wurden. Demnach handelt es sich ohnehin (eigentlich bzw. ursprünglich) nicht um eine sondern um zwei Schöpfungsgeschichten, deren Historizität bzw. historische Genauigkeit somit nicht das theologisch entscheidende zu sein scheint. (Siehe auch Priesterschriftlicher Schöpfungsbericht). Seitens der Kirchen besteht somit zum Großteil zumindest in Deutschland kein wirkliches „Konkurrenzdenken“ bzw. Abgrenzungsbedürfnis zu den Naturwissenschaften mehr. Eine Ausnahme bilden hier allenfalls evangelikale Freikirchen, in denen z. T. kreationistische Standpunkte vertreten werden.
Albrecht Ritschl, der von Kants Aussagen zur Ethik beeinflusst war, betrachtete den Glauben an Gott als ethische und nicht als ontologische Frage. Die Theologie treffe Aussagen zur Ethik und nicht zu Tatsachen. Gott sei daher das moralisch Höchste, und kein Wesen, dessen Existenz oder Nichtexistenz man beweisen müsse.
Erst im 20. Jahrhundert fand zum Teil eine Rückkehr zu anthropomorphen Gottesbildern statt. Karl Barth bestritt, dass Gott durch menschliche Vernunft erkennbar sei, und berief sich auf die Heilige Schrift. Die Menschheit sei völlig abhängig von Gottes Offenbarung in Jesus Christus. Theologen wie Dietrich Bonhoeffer oder Jürgen Moltmann betonten hingegen Gottes Leiden. Für Bonhoeffer konnte nur ein fühlender, machtloser Gott helfen. Für Alfred North Whitehead war Gott völlig mit der Welt zusammenhängend; jedes Ereignis sei von Gott mitbestimmt. Charles Hartshorne entwickelte Whiteheads Ideen zu einer panentheistischen Vorstellung weiter. Er spielte eine herausragende Rolle in der Entwicklung der Prozesstheologie.
Einige christliche Denker wie Karl Heim arbeiteten daran, die christliche Theologie mit neuen wissenschaftlichen Entdeckungen in Einklang zu bringen, zum Beispiel, indem sie sie mit der Quantenmechanik in Beziehung setzen.
Aus naturwissenschaftlicher Sicht versucht Hermann Helbig im Anschluss an Samuel Alexander aus den natürlichen Gegebenheiten heraus Gott als emergentes Phänomen zu deuten, das der Welt sowohl immanent ist als auch dieselbe in naturwissenschaftlich verstehbarer Weise transzendiert. Durch diesen Ansatz werden für manche theologische Fragen mögliche Lösungen aufgezeigt, darunter die Universalität, Vollkommenheit und Geschlechtsneutralität Gottes sowie das Verhältnis von Immanenz und Transzendenz. In der christlichen Theologie gibt es zu dieser Auffassung von einem sich dynamisch entwickelnden Gott enge Beziehungen einerseits zur Prozesstheologie von Alfred North Whitehead als auch zum Konzept der „Noogenese“ bzw. Noosphäre von Pierre Teilhard de Chardin. Dieser Ansatz weist sowohl einen Weg zur Versöhnung von Theologie und Naturwissenschaften als auch zwischen den Religionen untereinander.

## Gott – männlich oder weiblich?
Obwohl Theologen stets angedeutet hatten, dass Gott (auch als „Allmächtiger“ bezeichnet) ungeschlechtlich sei, wiesen feministische Theologen darauf hin, dass das christliche Bild Gottes stets männlich geprägt war. Feministinnen spalteten sich in jene, die glauben, dass der christliche Gott notwendigerweise patriarchalisch sei (so Mary Daly), und jene, die meinten, dass der christliche Gott ein Befreier ist, der die Menschheit von Patriarchialismus befreien kann (so Rosemary Radford Ruether und Letty Russell).
Aus dem biblischen Schöpfungsmythos kann man ableiten, dass Gott männliche und weibliche Elemente enthalten kann: „Gott schuf also den Menschen als sein Abbild; als Abbild Gottes schuf er ihn. Als Mann und Frau schuf er sie.“ (Gen 1,27 ) Papst Johannes Paul I. sprach 1978 von Gott als Vater, „aber noch mehr ist er Mutter“ (E’ papà; più ancora è madre.)